# Liste der Johannes-Nepomuk-Darstellungen im Bezirk Amstetten
Der 1729 heiliggesprochene Johannes Nepomuk gilt nach Maria und Josef als der am dritthäufigsten dargestellte Heilige in Österreich. An zahlreichen Standorten gibt es Johannes-Nepomuk-Darstellungen im niederösterreichischen Bezirk Amstetten.
Erst nach Böhmen, aber noch vor dessen Selig- oder Heiligsprechung, setzte in Niederösterreich jene Verehrung Johannes Nepomuks ein, die sich in Form von Statuen und Bildern dokumentiert. Gemessen an der großen Zahl plastischer und bildhafter Darstellungen ist die Zahl der Johannes Nepomuk geweihten Kirchen im Bezirk Amstetten allerdings verschwindend gering.

## Standorte
| Foto |                 | Objekt                                                         | Standort                     | Künstler              | Baujahr            | Beschreibung |
| ---- | --------------- | -------------------------------------------------------------- | ---------------------------- | --------------------- | ------------------ | --- |
| ja   | Datei hochladen | Glasfenster Johannes Nepomuk                                   | Allhartsberg ·               |                       | 1911 (oder 1908)   | Im Chor der Pfarrkirche Allhartsberg befindet sich ein Glasfenster mit der Darstellung der Beichte der Königin aus dem Jahr 1911 (lt. Dehio und Zotti: 1908) |
|      | Datei hochladen | Statue Johannes Nepomuk                                        | Allhartsberg                 |                       |                    | In der Schlosskapelle befindet sich ein Altargemälde Johannes Nepomuks vom Anfang des 19. Jahrhunderts. |
|      | Datei hochladen | Statue Johannes Nepomuk                                        | Amstetten                    |                       |                    | Eisenreichsdornach (Preinsbach): In der Filialkirche zur heiligen Agatha befindet sich eine Darstellung Johannes Nepomuks aus dem dritten Viertel des 18. Jahrhunderts als Konsolfigur. |
| ja   | Datei hochladen | Statue Johannes Nepomuk                                        | Amstetten                    |                       | 1882               | Beim Eingang zum Schlosspark von Schloss Edla in Amstetten steht in der Edlastraße eine Johanneskapelle mit einer Statue Johannes Nepomuks aus dem Jahr 1882. |
| ja   | Datei hochladen | Statue Johannes Nepomuk                                        | Amstetten ·                  |                       |                    | In der Waidhofenerstraße von Amstetten steht eine Johanneskapelle mit einer Statue Johannes Nepomuks aus dem zweiten Viertel des 18. Jahrhunderts. 1957 wurde die aus Hainstetten stammende Statue renoviert. |
| ja   | Datei hochladen | Statue Johannes Nepomuk HERIS-ID: 30968 Objekt-ID: 27870       | Amstetten ·                  |                       |                    | Auf dem linken Seitenaltar der Pfarrkirche von Amstetten steht eine neugotische Figur Johannes Nepomuks. |
| ja   | Datei hochladen | Glasfenster Johannes Nepomuk HERIS-ID: 30973 Objekt-ID: 27882  | Amstetten ·                  |                       |                    | In der Klosterkirche der Schulschwestern befindet sich ein Glasfenster mit einer Darstellung Johannes Nepomuks. |
|      | Datei hochladen | Statue Johannes Nepomuk                                        | Ardagger Markt               |                       |                    | Im Langhaus der Pfarrkirche von Ardagger-Markt befindet sich eine Statue Johannes Nepomuks aus der Zeit um 1900. |
|      | Datei hochladen | Statue Johannes Nepomuk                                        | Ardagger Markt               |                       |                    | Ein Bildstock mit einer Holzplastik der Muttergottes in der Amstettnerstraße aus der Zeit um 1480 wird von Figuren der heiligen Florian und Johannes Nepomuk aus der Mitte des 18. Jahrhunderts flankiert. |
| ja   | Datei hochladen | Statue Johannes Nepomuk                                        | Ardagger Stift ·             |                       |                    | In der Pfarrkirche von Ardagger-Stift befindet sich über dem Beichtstuhl eine Statue Johannes Nepomuks aus der Mitte des 18. Jahrhunderts. |
| ja   | Datei hochladen | Statue Johannes Nepomuk                                        | Ardagger Stift ·             |                       |                    | An der Brücke über den Altbach in Stift Ardagger steht eine Statue Johannes Nepomuks. |
| ja   | Datei hochladen | Statue Johannes Nepomuk HERIS-ID: 31006 Objekt-ID: 27922       | Ardagger Stift ·             |                       |                    | In der Mittelnische des westlichen Stiegenaufgangs von Stift Ardagger steht eine von Josef Anton Pfaffinger geschaffene Statue Johannes Nepomuks aus der Zeit um 1740 bis 1750. |
| BW   | Datei hochladen | Statue Johannes Nepomuk HERIS-ID: 31058 Objekt-ID: 27982       | Aschbach-Markt ·             |                       | 1758               | Auf dem Rathausplatz von Aschbach-Markt steht eine Statue Johannes Nepomuks aus dem Jahr 1758. Die Statue steht unter Denkmalschutz. |
|      | Datei hochladen | Statue Johannes Nepomuk                                        | Au                           |                       |                    | In der Ortskapelle von Au bei Strengberg befindet sich eine Konsolstatue Johannes Nepomuks aus dem dritten Viertel des 18. Jahrhunderts. |
| ja   | Datei hochladen | Statue Johannes Nepomuk HERIS-ID: 31195 Objekt-ID: 28127       | Dorf an der Enns ·           |                       | 1741               | An einer Ecke des Schlossparks von Dorf an der Enns befindet sich eine Wegkapelle mit einer Figurengruppe Johannes Nepomuks mit Putten. Datiert ist diese Gruppe mit 1741. |
| ja   | Datei hochladen | Statue Johannes Nepomuk HERIS-ID: 31439 Objekt-ID: 28389       | Erla ·                       |                       | 1713               | In Erla steht eine Statue Johannes Nepomuks aus dem Jahr 1713. |
|      | Datei hochladen | Statue Johannes Nepomuk                                        | Ernsthofen                   |                       |                    | Auf dem Altar der Kapelle in der Pfarrkirche von Ernsthofen flankieren Darstellung der heiligen Aloisius und Johannes Nepomuks aus dem 19. Jahrhundert ein Relief einer Kreuzigungsgruppe. |
|      | Datei hochladen | Statue Johannes Nepomuk                                        | Ertl                         |                       |                    | Auf dem Hochaltar der Pfarrkirche von Ertl befindet sich eine Figur Johannes Nepomuks. |
| ja   | Datei hochladen | Nischenfigur Johannes Nepomuk HERIS-ID: 31144 Objekt-ID: 28073 | Haag ·                       |                       |                    | An der Außenapsis der Pfarrkirche von Haag befindet sich in einer Nische eine Statue Johannes Nepomuks aus der Mitte des 18. Jahrhunderts. |
|      | Datei hochladen | Statue Johannes Nepomuk                                        | Haidershofen                 |                       |                    | Auf dem Hochaltar der Kapelle in der Burg Haidershofen befindet sich eine Darstellung Johannes Nepomuks aus dem zweiten Viertel des 18. Jahrhunderts als Seitenfigur. |
| ja   | Datei hochladen | Statue Johannes Nepomuk HERIS-ID: 30993 Objekt-ID: 27909       | Hausmening ·                 |                       |                    | Neben dem Kreisverkehr bei der Ybbsbrücke, Kreuzung Josef Hiebl Straße mit der Hauptstraße steht eine Statue Johannes Nepomuks aus der Mitte des 18. Jahrhunderts. |
|      | Datei hochladen | Statue Johannes Nepomuk                                        | Hollenstein an der Ybbs      |                       |                    | In einer Nische an der Außenseite der Pfarrkirche von Hollenstein an der Ybbs befindet sich Statue Johannes Nepomuks aus der Zeit um 1730. |
|      | Datei hochladen | Statue Johannes Nepomuk                                        | Hollenstein an der Ybbs      |                       |                    | Im Polygon der Pfarrkirche von Hollenstein an der Ybbs befindet sich ein Nischenretabel mit einer von den heiligen Franz Xaver und Johannes Nepomuk flankierten Mondsichelmadonna. In der Frauenkapelle der Pfarrkirche befindet sich eine Figur Johannes Nepomuks.                                                                              |
| ja   | Datei hochladen | Gemälde Johannes Nepomuk HERIS-ID: 31121 Objekt-ID: 28049      | Kanning ·                    |                       |                    | Auf dem rechten Seitenaltar der Kirche von Kanning befindet sich ein Gemälde Johannes Nepomuks. |
| ja   | Datei hochladen | Statue Johannes Nepomuk HERIS-ID: 31261 Objekt-ID: 28197       | Kematen an der Ybbs ·        |                       |                    | Eine Statue des Heiligen aus dem 3. Viertel des 18. Jahrhunderts steht in einer Kapelle aus dem 20. Jahrhundert. |
|      | Datei hochladen | Statue Johannes Nepomuk                                        | Kröllendorf                  |                       |                    | Vor dem Schloss von Kröllendorf steht auf einem hohen Volutensockel eine Statue Johannes Nepomuks aus der Mitte des 18. Jahrhunderts. |
|      | Datei hochladen | Statue Johannes Nepomuk                                        | Kröllendorf                  |                       |                    | In Kröllendorf steht eine Wegkapelle mit einer Statue Johannes Nepomuks aus der Mitte des 18. Jahrhunderts. |
|      | Datei hochladen | Statue Johannes Nepomuk                                        | Kürnberg                     |                       |                    | Auf dem linken Seitenaltar der Pfarrkirche in Kürnberg befindet sich eine Statue Johannes Nepomuks aus der Zeit um 1900. |
|      | Datei hochladen | Statue Johannes Nepomuk                                        | Mauer bei Amstetten          |                       |                    | Am linken Ufer der Url steht in Meierhofen ein Nischenbildstock aus dem Ende des 18. Jahrhunderts mit einer Statue Johannes Nepomuks. |
| ja   | Datei hochladen | Statue Johannes Nepomuk HERIS-ID: 31267 Objekt-ID: 28204       | Neuhofen an der Ybbs ·       |                       |                    | Am östlichen Ortsende von Neuhofen an der Ybbs steht eine Wegkapelle aus der Mitte des 19. Jahrhunderts mit einer aus dem zweiten Viertel des 18. Jahrhunderts stammenden Statue Johannes Nepomuks, die von zwei Engeln aus der Zeit um 1700 flankiert wird.                                                                                     |
|      | Datei hochladen | Statue Johannes Nepomuk                                        | Neuhofen an der Ybbs         |                       |                    | In Schlickenreith steht eine Johannes Nepomuk geweihte Wegkapelle aus der zweiten Hälfte des 19. Jahrhunderts. |
|      | Datei hochladen | Statue Johannes Nepomuk                                        | Neuhofen an der Ybbs         |                       |                    | An der Parkmauer von Neuschloss Haagberg zu Rosenthal steht eine Statue Johannes Nepomuks aus der Mitte des 19. Jahrhunderts. |
| ja   | Datei hochladen | Statue Johannes Nepomuk                                        | Oed-Oehling ·                |                       |                    | Gegenüber der Kanzel in der Pfarrkirche von Oed-Öhling befindet sich eine Darstellung Johannes Nepomuks aus dem dritten Viertel des 18. Jahrhunderts als Konsolfigur. |
|      | Datei hochladen | Statue Johannes Nepomuk                                        | Oed-Oehling                  |                       |                    | Bei der Brücke über die Url steht eine Wegkapelle mit einer Statue Johannes Nepomuks aus der zweiten Hälfte des 18. Jahrhunderts. |
| ja   | Datei hochladen | Statue Johannes Nepomuk HERIS-ID: 31311 Objekt-ID: 28253       | Opponitz ·                   | Martin Johann Schmidt |                    | Auf dem linken Seitenaltar der Pfarrkirche von Opponitz befinden sich ein Mensabild Johannes Nepomuks von Martin Johann Schmidt aus dem Jahr 172 und eine Konsolfigur des Heiligen aus der Mitte des 18. Jahrhunderts. |
| ja   | Datei hochladen | Statue Johannes Nepomuk HERIS-ID: 31376 Objekt-ID: 28321       | Rosenau ·                    |                       |                    | An der Kreuzung Waidhofner Straße / Ybbsstraße steht eine Statue Johannes Nepomuks. |
| ja   | Datei hochladen | Statue Johannes Nepomuk HERIS-ID: 31175 Objekt-ID: 28105       | Salaberg ·                   |                       | 3. Viertel 18. Jh. | In Salaberg steht eine denkmalgeschützte Statue Johannes Nepomuks aus dem dritten Viertel des 18. Jahrhunderts. |
| ja   | Datei hochladen | Statue Johannes Nepomuk HERIS-ID: 31329 Objekt-ID: 28271       | Sankt Georgen am Ybbsfelde · |                       |                    | Links neben dem Hochaltar der Pfarrkirche von Sankt Georgen am Ybbsfelde befindet sich eine Statue Johannes Nepomuks. |
| ja   | Datei hochladen | Statue Johannes Nepomuk HERIS-ID: 31430 Objekt-ID: 28380       | Sankt Pantaleon-Erla ·       |                       | 1872               | Auf dem linken Seitenaltar der Pfarrkirche hll. Peter und Paul in Erla befindet sich eine Statue Johannes Nepomuks aus dem Jahr 1872. |
| ja   | Datei hochladen | Statue Johannes Nepomuk HERIS-ID: 31436 Objekt-ID: 28386       | Sankt Pantaleon-Erla ·       |                       |                    | An der rechten Seitenwand des Hochaltarraumes in der Pfarrkirche hl. Pantaleon befindet sich auf einem Sockel eine Statue Johannes Nepomuks. |
| ja   | Datei hochladen | Statue Johannes Nepomuk HERIS-ID: 31439 Objekt-ID: 28389       | Sankt Pantaleon-Erla ·       |                       |                    | Auf der Brücke über den Erlabach, Übergang der Ringstraße in die Erlastraße befindet sich eine Statue Johannes Nepomuks. |
|      | Datei hochladen | Statue Johannes Nepomuk                                        | Sankt Valentin               |                       |                    | Auf dem rechten Seitenaltar der Pfarrkirche von Sankt Valentin befindet sich eine Statue Johannes Nepomuks. |
| ja   | Datei hochladen | Statue Johannes Nepomuk HERIS-ID: 31396 Objekt-ID: 28342       | Seitenstetten ·              |                       |                    | Am Mittelschiffpfeiler der Friedhofskirche von Seitenstetten befindet sich eine Statue Johannes Nepomuks aus dem Ende des 19. Jahrhunderts. |
| ja   | Datei hochladen | Statue Johannes Nepomuk HERIS-ID: 111860 Objekt-ID: 129874     | Seitenstetten ·              |                       | 1779               | In der nordöstlichen Ecke des Hofgartens von Seitenstetten steht eine Johannes-Nepomuk-Kapelle aus dem Jahr 1779. |
| ja   | Datei hochladen | Statue Johannes Nepomuk HERIS-ID: 31370 Objekt-ID: 28315       | Sonntagberg ·                |                       |                    | Neben dem Eingang der Basilika von Sonntagberg steht eine Statue Johannes Nepomuks aus der Mitte des 18. Jahrhunderts. |
| ja   | Datei hochladen | Gemälde Johannes Nepomuk                                       | Stephanshart ·               |                       |                    | In Stephanshart steht ein Nischenbildstock mit einem Bild des hl. Johannes Nepomuk. |
|      | Datei hochladen | Statue Johannes Nepomuk                                        | Strengberg                   |                       |                    | In der Pfarrkirche von Strengberg befindet sich eine Statue Johannes Nepomuks. |
| ja   | Datei hochladen | Statue Johannes Nepomuk HERIS-ID: 31362 Objekt-ID: 28306       | Strengberg ·                 |                       | 1727               | Vor der Kreuzung Limbachstraße mit der Johannesstraße steht eine 1781 erbaute Johannes-Nepomuk-Kapelle mit einer Statue des Heiligen, einem Engelspaar und Wappen aus dem Jahr 1727. |
| ja   | Datei hochladen | Nischenfigur Johannes Nepomuk HERIS-ID: 31199 Objekt-ID: 28131 | Vestenthal ·                 |                       |                    | In der Außenmauer eines Hauses in Vestenthal befindet sich eine Rundnische mit einer Statue Johannes Nepomuks aus dem dritten Viertel des 18. Jahrhunderts. |
| ja   | Datei hochladen | Statue Johannes Nepomuk HERIS-ID: 31510 Objekt-ID: 28479       | Wallsee-Sindelburg ·         |                       | 1725               | An der Kreuzung Bergerngasse mit der Sankt-Severin-Straße steht eine Johannes-Nepomuk-Statue aus dem Jahr 1725. |
| ja   | Datei hochladen | Statue Johannes Nepomuk HERIS-ID: 31537 Objekt-ID: 28509       | Weistrach ·                  |                       | 1729               | An der Langhauswand der Pfarrkirche von Weistrach befindet sich eine Statue Johannes Nepomuks aus dem Jahr 1729. |
|      | Datei hochladen | Gemälde Johannes Nepomuk                                       | Weistrach                    |                       |                    | Auf dem Hochaltar der dem heiligen Johannes Nepomuk geweihten Schlosskapelle befindet sich ein Altargemälde von Martin Johann Schmidt mit der Darstellung der Glorie des Heiligen und Allegorien Böhmens und Österreichs. Weiters befindet sich in der Schlosskapelle eine Statue Johannes Nepomuks aus der zweiten Hälfte des 18. Jahrhunderts. |
|      | Datei hochladen | Statue Johannes Nepomuk                                        | Weistrach                    |                       |                    | Westlich von Schloss Weistrach steht in Rohrbach ein Bildstock mit einer Darstellung Johannes Nepomuks aus der Mitte des 18. Jahrhunderts. |
|      | Datei hochladen | Statue Johannes Nepomuk                                        | Winklarn                     |                       |                    | Unter der Empore der Pfarrkirche von Winklarn befindet sich eine Statue Johannes Nepomuks aus der ersten Hälfte des 18. Jahrhunderts. |
|      | Datei hochladen | Statue Johannes Nepomuk                                        | Wolfsbach                    |                       |                    | Am rechten Mittelschiffpfeiler der Pfarrkirche von Wolfsbach befinden sich Statuen der heiligen Josef und Johannes Nepomuk aus der Mitte des 18. Jahrhunderts. |
| ja   | Datei hochladen | Wandmalerei Johannes Nepomuk HERIS-ID: 31621 Objekt-ID: 28599  | Ybbsitz ·                    |                       |                    | Auf einem Haus in der Eisenstraße in Ybbsitz befindet sich ein Fassadenbild mit einer Darstellung der Pietà, des heiligen Florian und des heiligen Johannes Nepomuk aus dem Ende des 18. Jahrhunderts. |
| ja   | Datei hochladen | Statue Johannes Nepomuk                                        | Ybbsitz ·                    |                       |                    | In der Waidhofenerstraße in Ybbsitz steht eine Johannes-Nepomuk-Kapelle mit einer aus der Zeit zwischen 1770 und 1780 stammenden Statue des Heiligen. |
|      | Datei hochladen | Statue Johannes Nepomuk                                        | Zeillern                     |                       | Mitte 18. Jh.      | Im Weiler Kappenberg steht ein aus dem Jahr 1956 stammender Nischenbildstock mit einer Statue Johannes Nepomuks aus der Mitte des 18. Jahrhunderts. |